# Макнили, Кент
Кент Макнили (род. 1957) — американский топ-менеджер, генеральный директор ООО Azerfon, с 2013 до 2016 года. Бывший Главный Маркетинговый Директор ОАО «ВымпелКом»

## Образование
В 1979 году окончил Университет штата Айова.

## Карьера
1978 — технический специалист компании S. C. Johnson & Son (США)

1979 занимал разные позиции в Procter & Gamble (США), от бренд-менеджера до руководителя рекламного департамента (в числе брендов — Folgres Coffee, Hill Plus Calcium, Jif Peanut Butter)

1992 — директор по маркетингу российского отделения компании Procter & Gamble (Санкт-Петербург)

1994—1995 — директор бизнес-направлений Green Giant, The Pillsbury Company (Minneapolis, США)

1995—1996 — генеральный директор консалтинговой компании St. Croix International (Eden Prairie, MN, США)

1996—2000 — вице-президент по маркетингу и глава департамента по обслуживанию клиентов в различных международных подразделениях Citibank (Пуэрто-Рико, Сингапур)

1996—1999 — вице-президент по маркетингу и общему управлению (Caribbean region)

1997—1999 — президент, CCSCI, Inc. (San Juan, PR)

1997—1999 — глава департамента по обслуживанию клиентов, вице-президент (San Juan, PR)

1999—2000 — глава департамента по обслуживанию клиентов, вице-президент (Singapore)

2000—2004 работал в компании Eastman Kodak (Rochester, США), где отвечал за маркетинг

2003 отвечал за общее управление бизнесом потребительских товаров компании

2002 занимал должность корпоративного вице-президента

2006 — 2010 вице-президент ОАО «ВымпелКом» по маркетингу и продажам, президент по маркетингу

2010 - 2013 - генеральный директор Riera Ventures Ltd

2012 - руководитель совета директоров Mindlikes

2013 - генеральный директор ООО Azerfon

2016 - покидает пост генерального директора ООО Azerfon